# 喀什霸王
喀什霸王（学名：Sarcozygium kaschgaricum）为蒺藜科霸王属下的一个种。